# Drifting

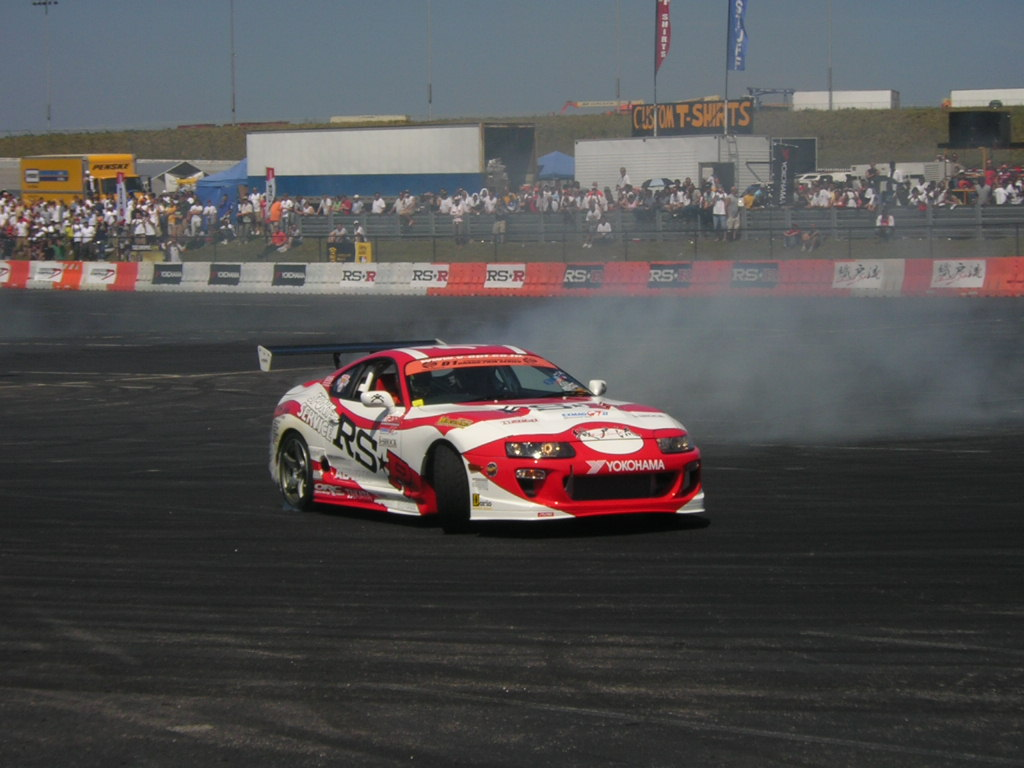
Drift: Toyota Supra.

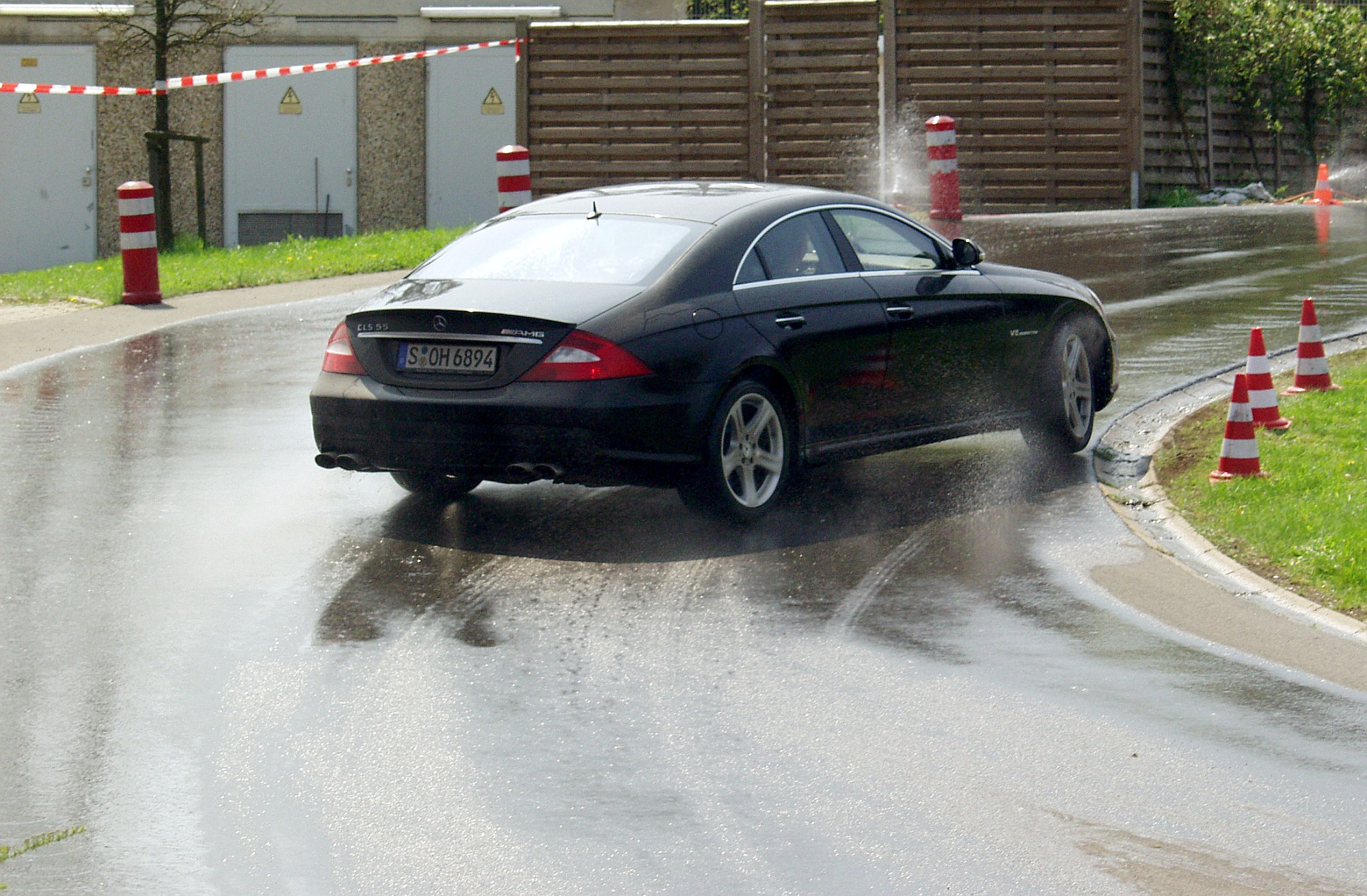
Drift: Mercedes AMG CLS 55.

Drifting är en bilrelaterad bedömningssport där förarna framför sina bilar och gör kontrollerade sladdar i sidled på en asfalterad bana eller slinga. Flera organiserade tävlingar ingår i D1 Grand Prix Racing Series.

## Historik
Grunden till tävlingsformen började för cirka trettio år sedan[när?] uppe i bergen i Japan. Djärva bilförare driftade för nöjes skull nerför branta serpentinvägar två och två. Med tiden fick allt fler reda på vad som försiggick under kvällarna uppe i bergen. Efter en tid drog detta (sannolikt olagliga) tilltag fullt av folk som ville se denna vilda kamp mellan två oförvägna bilförare. Snart nog spred sig nyheterna även till polisen som genast satte stopp för dessa körningar som ansågs utgöra en stor fara för allmänheten. Efter några år då det var omöjligt att ostört köra ett lopp annat än i hemlighet, och utan att basunera ut var man tänkte hålla till, ansågs tiden vara mogen att införa en laglig form av drifting. Det var så D1 Grand Prix Racing Series grundades av motorjournalisten och numera mannen inom nästan all bilsport i Japan, Daijiro Inada.
Att fortsättningsvis tillåta körning uppe i bergen var uteslutet, istället spärrade polisen av parkeringsområden inför tävlingar, eftersom säkerhetstänkandet var A och O för att få ett godkännande av FIA (Fédération Internationale de l'Automobile). Redan första evenemanget blev en succé, så däckföretaget Yokohama tillfrågades om det kunde tänka sig att hyra någon japansk racingbana inför nästa tävling. Yokohama svarade ja med villkoret att företaget fick bli tävlingens huvudsponsor. Därmed var ett avtal i hamn. Det var då D1 Grand Prix Racing Series riktigt fick luft under vingarna.

## D1-serien
För att få deltaga i D1 Grand Prix Racing Series måste bilen vara bakhjulsdriven. De fyrhjulsdrivna modellerna som finns i D1GP är bakhjulsdriftskonverterade bilar som Subaru Impreza och Mitsubishi Lancer Evolution. Den vanligaste bilen som numera används i D1 är Nissan Silvia, som är en relativt lätt japansk sportbil.
D1-serien hade körts några år i Japan innan amerikanerna hörde talas om den. När tävlingsformen kort efteråt hade börjat utövas i USA, slutade man nästan helt att köra street race, vilket tidigare hade varit mycket populärt. Men snart dök ett problem upp, det fanns ingen som ville sponsra en olaglig D1-serie. Man bad då D1-förbundet om hjälp med att få tävlingen accepterad av de amerikanska myndigheterna. Förbundet åkte då till USA för att visa upp hur laglig drifting går till, och uppvisningen ägde rum 31 augusti 2003 på den lilla ovalbanan Irwindale Speedway i Kalifornien. Föreställningen drog rekordpublik. Aldrig tidigare hade så mycket folk samlats på den här lilla banan. Uppvisningen blev en succé. Drifting spred sig nu som en epidemi över hela USA, och snart insåg många amerikanska företag att det fanns goda reklammöjligheter i att sponsra tävlingsformen.
Bara några månader senare hade en amerikansk version av D1 grundats, som byggde på samma regler som den japanska. Efter detta spred sig D1 vidare till England, Nya Zeeland och Malaysia. D1-serien som sådan har inte spridit sig till fler länder, men själva tävlingsformen har gjort det. Drifting körs bland annat både i Sverige och i Norge. I Norge kör man en egen variant, som kallas för "brei-sladd". I den är det bara en kurva som föraren ska sladda sig igenom.
Den svenske föraren Samuel Hübinette vann den amerikanska D1 2006 i sin av Mopar sponsrade Dodge Viper. 2008 kom han tvåa i sin då också Mopar-sponsrade Dodge Charger. Han har dessutom gjort de flesta driftingmomenten i filmen The Fast and the Furious Tokyo Drift.
2007 kom D1 att standardiseras och poängsättningen blir internationell, så att alla D1-serier kan bedömas lika.

## Tävlingsmoment
Själva tävlingsmomentet och poängbedömningen av domare påminner om förfarandet vid simhopp och konståkning. Grenen är ny men är starkt växande både i Sverige, i Europa och i USA. Ursprunget finns i Japan. I USA körs en driftingserie som kallas Formula Drift som bland annat kör supportrace till Champ Car. I den amerikanska ligan är svensken Samuel Hübinette en av de största stjärnorna.
Det vanligaste tävlingsmomentet i drifting inleds med att ett antal deltagare ensamma kör ett eller flera så kallade varv och blir bedömda efteråt. Det finns inga begränsningar för hur många som kan delta i detta moment. De sexton bästa går därefter vidare till nästa moment, där förarna kör två och två. Den ena bilen startar med några sekunders försprång, och den andra ska följa den första bilens linje och helst ligga så nära som möjligt utan att krocka. Har tvåan möjlighet, får denna gärna passera den som kör först. Klarar tvåan detta, blir det tvåan som får starta först vid nästa varv. Den som får flest poäng går vidare.
Det finns även lagtävlingar där fler bilar än två körs i varje lopp, och där bilarna ska följa varandra i ett fint led runt varvet.
Ett varv behöver nödvändigtvis inte betyda ett helt varv runt banan. I de större tävlingarna kör man oftast bara tre eller fyra kurvor beroende på hur banan ser ut.

## Bilarna
För att kunna köra drifting förutsätts det att bilen är bakhjulsdriven. Vanliga bilar är då Nissan, BMW, Toyota, Volvo etc.
För att enkelt göra så att bilen får sladd, används handbromsen, som både kan vara på vajer eller hydraulisk, vilket också är det vanligaste och ett måste när det går fortare och krafterna blir större. Bilarna har även låst differential i bakaxeln, för att säkerställa att båda bakhjulen snurrar lika snabbt. Olika metoder, billigast svetsat eller dyrast lamelldifferential. Detta för att föraren ska kunna vara säker på att bilen hela tiden har driv på båda hjulen vilket ger en kontrollerad känsla av bilen.
Motorerna är ofta stora utrustade med turbo. Populära och vanliga turbomotorer är Nissan (RB25, 26, CA18Det, SR20Det), BMW (M60B40, M50B25, M54B30), Toyota (1JZ, 2JZ), Volvo (B230, T5, T6). Inget ovanligt att bilarna trimmas och har en effekt på över 600 hästkrafter, professionellt ligger bilarna närmare 1000 hästkrafter.
I bilen tar man bort allt som väger och som man inte behöver, till exempel baksäten och reservhjul. Ofta byter man även ut karossdelar till lättare delar i glas- eller kolfiber, såsom motorhuv och bagagelucka. Man vill få bilen att bli så lätt som möjligt. Oftast väger den modifierade bilen runt ett ton, därav krävs det också mindre effekt för att kunna köra bilen.
Bilarna ofta utrustade med säkerhetsbur (rullbur), fyr- eller sexpunktsbälte med skålade stolar. Allt för att minimera olycksrisk. Mer professionella bilar har även släcksystem vid eventuell brand.
Säkerheten i bilarna är viktig då sladdarna görs i höga hastigheter. Några säkerhetskrav som finns i tävlingsdriftingen i Sverige är skyddsbur, FIA-godkänt säkerhetsbälte och heltäckande skyddsoverall samt hjälm när man kör. I de större serierna har man ofta byggt bilen med en rörram runt motor- och bagageutrymme så att bilen blir mer stabil och krocksäker.
Karosseriet på bilarna ser ut som på många banbilar, men anpassas för att få så bra grepp som möjligt och därmed bättre kontroll vid sladd i höga hastigheter, också för att minimera risken att en olycka ska ske.

## Klasser i svensk drifting

### Pro Int[1]
Detta är den högsta klassen i svensk drifting.
Motor: Motor och trimning är fritt, så länge lustgas inte används.
Hjulupphängning: Fritt, men standardinfästningspunkter måste användas.
Bur: Bilen måste ha godkänd bur.

### Modified[2]
Motor: Motor och trimning är fritt, så länge lustgas inte används.
Hjulupphängning: Fritt, men standardinfästningspunkter måste användas.
Bur: I denna klass är bur valfritt.

## Olika sladdtekniker
För att få sladd på bakhjulen använder man sig av en rad olika tekniker. Det klassiska "gasa tills däcken skriker" är bara en av dem. Det går att sladda med både framhjulsdrivna, bakhjulsdrivna och fyrhjulsdrivna bilar. Alla tre typer förekommer i dessa sammanhang. Vanligaste är dock bakhjulsdrivna så kallade driftingbilar. Här följer några exempel på vilken sladdningsteknik som kan användas för en  bakhjulsdriven bil.

### Kansei drift
Utförs endast i höga hastigheter av bilar med tyngdpunkten i mitten av bilen. Genom att släppa upp gasen precis före en snabb kurva får föraren bilens bakhjul att släppa. Därefter balanseras sladden med jämna doser av gasning, bromsning och styrning.

### Bromsdrift
Den här tekniken går ut på att föraren bromsar hårt precis innan föraren svänger, för att vikten ska förflyttas mot framhjulen och ge dem mer fäste.

### Scandinavian flick
Det klassiska rallyknepet för att få ekipaget i rätt riktning före en sväng. Föraren styr först åt kurvans motsatta håll och styr därefter snabbt tillbaka. Bilens bakvagn hänger inte med, utan gör ett kast som föraren kan utnyttja genom att låta hjulen spinna.

### Kopplingstramp
I en kurva trampar föraren ner kopplingen, och släpper upp den snabbt samtidigt som föraren gasar. Drivlinan tar då ett skutt, och hjulspinn blir ett faktum.

### Nedväxling
Inför en kurva växlar föraren snabbt ner, vilket gör att hjulen tappar fäste. Detta medför stort slitage på drivlinan. Denna teknik används helst på våta underlag.

### Användning av handbromsen
Huvudartikel: Handbromssladd
Detta är en enkel teknik där föraren drar i handbromsen för att låsa bakhjulen. När bakvagnen tappar fästet gasar föraren varvid hjulen börjar spinna. Tekniken används även för att finjustera linjen på bilen för att få ännu mer "ställ", den används ofta när fler än en bil kör och när kurvan blir snävare.

### Hoppdrift
Det inre hjulet i kurvan körs över en curb, för att bilen ska förlora sitt väggrepp.

### Choku Dori
Höghastighetstrick som går ut på att man redan på raksträckan drar i handbromsen och orsakar ett tidigt hjulspinn, vilket man sedan behåller ända fram till, och genom, kurvan.

### Power over
För bilar med hög effekt räcker det att gasa hårt genom en kurva för att framkalla en sladd och ge jämna doser med gas.